# Summer Time (倖田來未の曲)
「Summer Time」（サマー・タイム）は、日本の歌手・倖田來未の3作目の配信限定シングル。2019年7月10日に配信された。

## 解説
前作、「Eh Yo」から1週間足らずでのペースでリリースされる、2019年第2弾デジタルシングルとなっている。
夏の野外フェス『a-nation』の時期に、「やっぱりライブでミッドテンポの夏歌を歌いたい。スルメソングというか、繰り返しのメロディーが気持ちよくて、歌詞が耳に残るようなそんな曲を作りたくて」という思いと、昔でいう『Lady Go!』をイメージして、「“倖田來未”の世界観でいうところの女子会みたいな感じの曲」と語っている。

## 楽曲
1. Summer Time [3:35]
作詞：KODA KUMI
作曲：Justin Reinstein , Maria Marcus

## 収録アルバム
- 『re(CORD)』
- 『BEST 〜2000-2020〜』(ファンクラブ限定盤)